# Gynoplistia capreolus
Gynoplistia capreolus är en tvåvingeart som beskrevs av Günther Theischinger 1993. Gynoplistia capreolus ingår i släktet Gynoplistia och familjen småharkrankar. Inga underarter finns listade i Catalogue of Life.